# Општина Кривац (Калараш)
Кривац (рум. Crivăţ) општина је у Румунији у округу Калараш.
Oпштина се налази на надморској висини од 33 m.

## Становништво

### Хронологија
| Година       | 2006 | 2007 | 2008 | 2009 | 2010 | 2011 | 2012 | 2013 | 2014 | 2015 | 2016 | 2017 |
| ------------ | ---- | ---- | ---- | ---- | ---- | ---- | ---- | ---- | ---- | ---- | ---- | ---- |
| Становништво | 2171 | 2195 | 2192 | 2187 | 2170 | 2173 | 2147 | 2127 | 2104 | 2079 | 2044 | 1999 |